# Castèlnòu de Les
Castèlnòu de Les / Castelnau-le-Lez és un municipi occità del Llenguadoc, a l'Estat francès. Està situat al departament de l'Erau, a la regió d'Occitània.